# Scorpaena izensis
Scorpaena izensis és una espècie de peix pertanyent a la família dels escorpènids.

## Descripció
- Fa 44,5 cm de llargària màxima i 1.500 g de pes.[4][5]

## Hàbitat
És un peix marí, demersal i de clima subtropical que viu entre 80-200 m de fondària.

## Distribució geogràfica
Es troba a Austràlia, la Xina, el Japó i Taiwan.

## Costums
És bentònic.

## Observacions
És verinós per als humans.